# Tři Studně
Tři Studně jsou obec v okrese Žďár nad Sázavou v Kraji Vysočina. Nacházejí se uprostřed CHKO Žďárské vrchy, zhruba 6,5 kilometru severozápadně od Nového Města na Moravě. Žije zde 145 obyvatel.

## Historie
Po smrti hospodářského správce novoměstského ditrichštejnských statků Šimon Kratzer ze Schonsberka, který byl roku 1645 zastřelen švédskými vojáky, se řízení panství ujal jeho syn František Maxmilián Kratzer. Ten v přesně nezjištěné době před rokem 1651 dovolil fryšavským hutním dělníkům, pracujících na jeho panství, postavit stavení na pasece „U tří studní“ a tyto paseky obdělávat. Roku 1651 zde již stály tři chalupy a vznikající ves byla zapsána do purkrechtního registru a chalupníkům byly stanoveny povinnosti vůči vrchnosti. Tato nejstarší část obce byla v oblouku cesty k Fryšavě, kde vyvěral ze tří studánek potůček protékající lesem do rybníka Medlova. Samotný název Tři Studně byl použit až roku 1665. Obec tedy vznikla pozdní horskou kolonizací na novoměstském panství a při něm také již zůstala. V roce 1749 dostala obec vlastní pečeť.
Krásná příroda v okolí přilákala v minulosti mnoho významných osobností. Básník Miroslav Bureš zde sepsal v roce 1954 „Píseň o studánce Rubínce“, kterou o rok později zhudebnil pod názvem „Otvírání studánek“ skladatel Bohuslav Martinů. Také tento kraj poctil svou návštěvou hudební skladatel Václav Kaprál se svou dcerou Vítězslavou Kaprálovou, známou skladatelkou a dirigentkou. Rekreační domek, který si zde rodina Kaprálových postavila, patří do Nadace Českého hudebního fondu.
Rybník Sykovec vznikl mezi lety 1587 a 1646, je tedy starší než samotná obec.

## Současnost
V roce 2004 bylo ve Třech Studních slavnostně pojmenováno nejmenší „světové náměstí“, nazvané náměstí Evropské unie, zaznamenané v české knize rekordů. Od tohoto roku se v obci každoročně konaly recesisticky laděné slavnosti, připomínající výročí založení této kuriozity. Oslav se jako hosté zúčastnili např. herečky Květa Fialová a Naďa Konvalinková, hudebník Josef Fousek nebo komentátor Jaroslav Suchánek. Pořádání těchto oslav bylo ukončeno po osmi letech – v roce 2012 se zásluhou bohumínských hasičů nejmenším náměstím stalo náměstí Sv. Floriána v místní části Bohumína Kopytově. Toto kopytovské náměstí je navíc prakticky ještě o polovinu menší, než náměstí EU ve Třech Studních, které má rozlohu 116 m².
Ve vesnici se nachází čerpací stanice a letní galerie, která během roku pořádá mnohé výstavy a kulturní akce. V obci se udržuje tradice slavností Otvírání studánek, které jsou pořádány každý rok v květnu u studánek Barborky a Vitulky. Tato tradice je spojena s připomínkou díla básníka Miroslava Bureše a skladatele Bohuslava Martinů.

## Přírodní poměry
V obci se nachází rybník Sykovec, nejvýše položený rybník s písčitým dnem na Českomoravské vrchovině.[zdroj?] V blízkosti se nachází studánka Barborka a Vitulka.

## Obyvatelstvo
| Rok            | 1869 | 1880 | 1890 | 1900 | 1910 | 1921 | 1930 | 1950 | 1961 | 1970 | 1980 | 1991 | 2001 | 2011 | 2021 |
| -------------- | ---- | ---- | ---- | ---- | ---- | ---- | ---- | ---- | ---- | ---- | ---- | ---- | ---- | ---- | ---- |
| Počet obyvatel | 257  | 270  | 263  | 215  | 178  | 177  | 157  | 167  | 124  | 109  | 109  | 89   | 90   | 99   | 109  |
| Počet domů     | 39   | 38   | 39   | 37   | 35   | 33   | 31   | 61   | 28   | 25   | 25   | 35   | 35   | 41   | 47   |

## Obecní správa
Mezi lety 1850–1880 Tři Studně patřily jako osada obce k Fryšavě pod Žákovou horou v okrese Nové Město. V letech 1890–1964 byly obcí v okrese Nové Město na Moravě (1890–1930) (v letech 1869–1900 Nové Město) a později v okrese Žďár. Od roku 1964 do 31. prosince 1991 patřily znovu jako část obce k Fryšavě pod Žákovou horou a od 1. ledna 1992 jsou opět samostatnou obcí.

### Obecní symboly
Znak a vlajka byly obci uděleny rozhodnutím předsedy Poslanecké sněmovny Parlamentu České republiky dne 26. listopadu 1999.

## Doprava
Od února 2025 došlo k výraznému navýšení autobusových spojů na Vysočině. Týká se to i Žďárska a konkrétně Tři Studně mají zvýšený počet spojů jak na trase do Nového Města na Moravě, tak do Žďáru nad Sázavou s plynulou návazností zejména na vlaková spojení do Prahy a do Brna. Je zavedené nové pravidelné přímé spojení s městy a obcemi na trase Žďár nad Sázavou- Sklené - Fryšava pod Žákovou horou - Tři Studně - Kadov (okres Žďár nad Sázavou) - Sněžné (okres Žďár nad Sázavou) - Milovy - Křižánky - Svratka. 

## Pamětihodnosti
- Kaple se zvonicí
- Bývalá letní vila rodiny Kaprálových, nyní penzion
- Symbolický hrob Vítězslavy Kaprálové
- studánky Vitulka a Barborka

## Osobnosti
- František Lopaur (1910–1994), plukovník, účastník 2. světové války

## Galerie

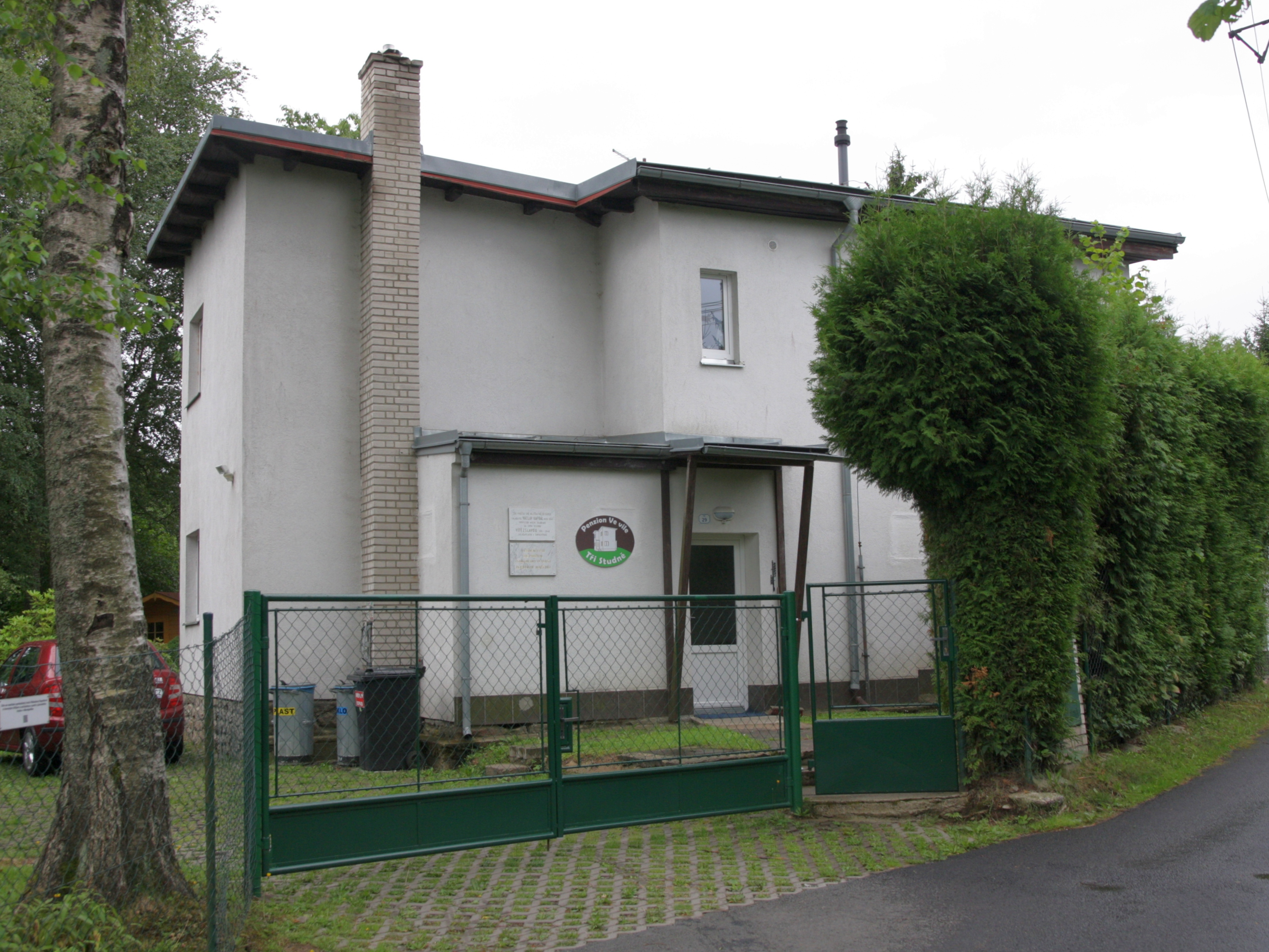
Bývalá letní vila rodiny Kaprálových
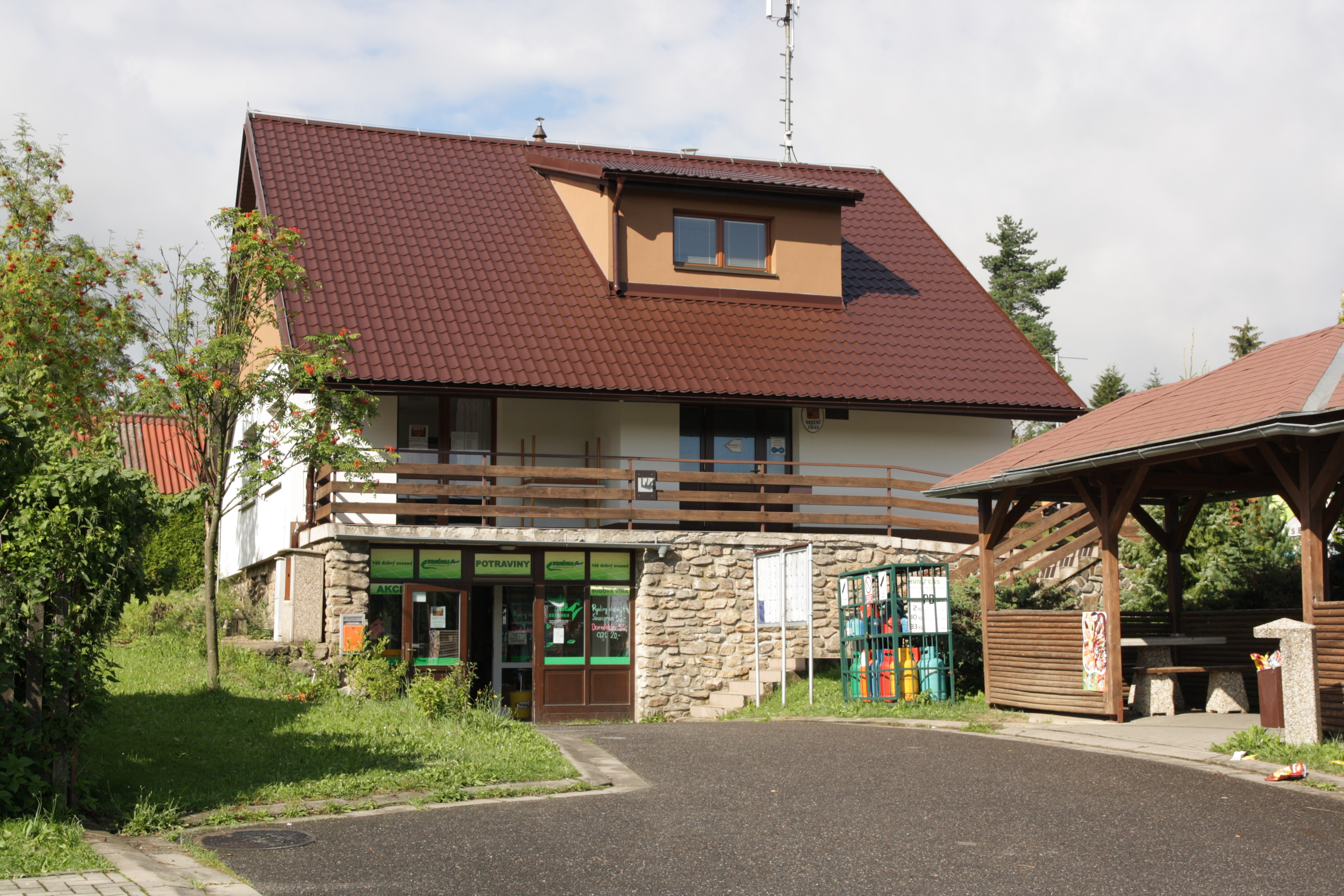
Obecní úřad a obchod
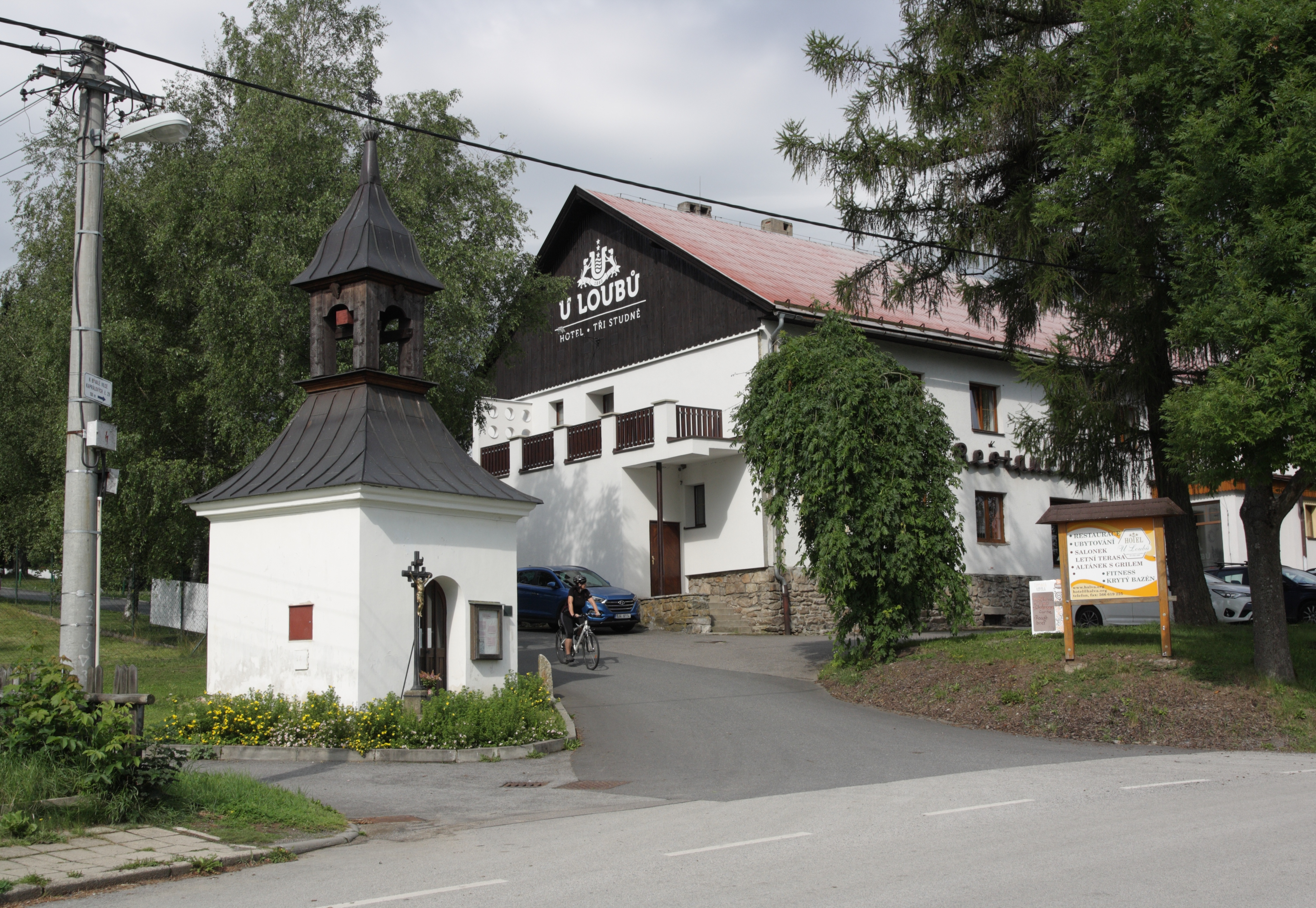
Kaple a hotel U Loubů
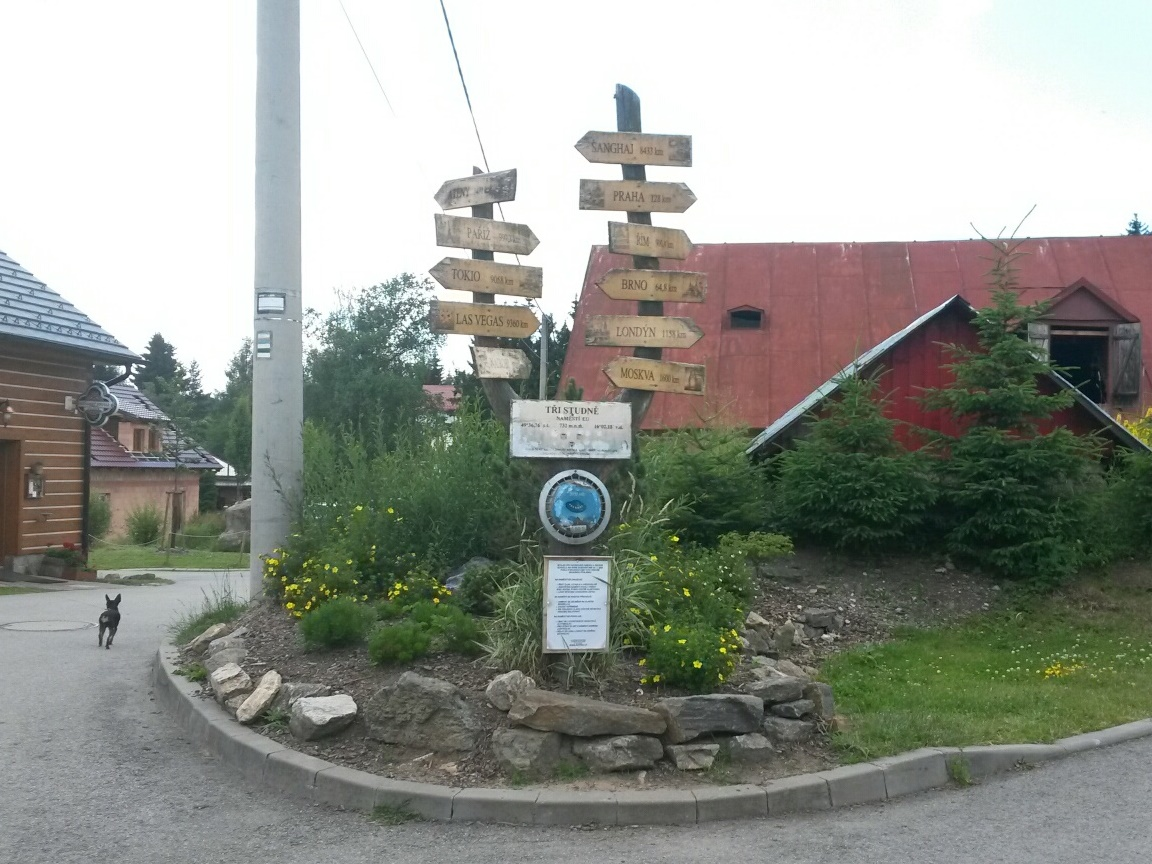
Náměstí Evropské unie